# Tom Kilburn
Tom Kilburn, född den 11 augusti 1921 i Dewsbury, Yorkshire, död den 17 januari 2001 i Manchester, var en brittisk matematiker, ingenjör och datavetare. 
Kilburn var datorpionjär. Tillsammans med Frederic Calland Williams utformade han Williamsminnet, det första primärminnet och skapade Manchester Small-Scale Experimental Machine. Kilburn var ledamot av Royal Society i London.

## Priser och utmärkelser
- Royal Medal 1978